# سيث هاريس
سيث هاريس (بالإنجليزية: Seth Harris)‏ (و. 1962 – م) هو سياسي من الولايات المتحدة الأمريكية .

## التعليم
تعلم في جامعة كورنيل.